# Miconia laevigata
Miconia laevigata là một loài thực vật có hoa trong họ Mua. Loài này được (L.) D. Don mô tả khoa học đầu tiên năm 1826.